# 石垣島鍾乳洞

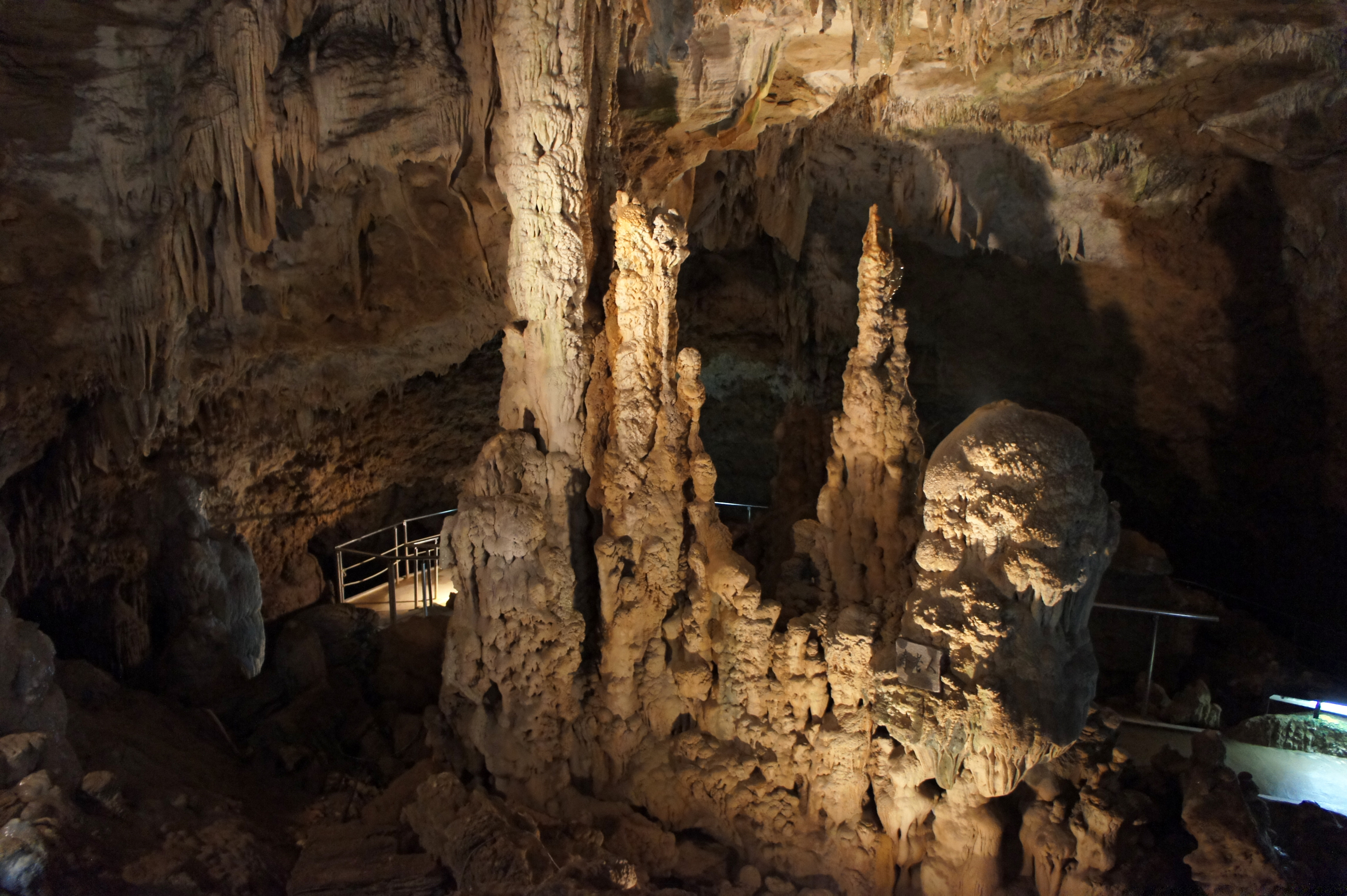
石垣島鍾乳洞（2011年）

石垣島鍾乳洞（いしがきじましょうにゅうどう）は、沖縄県石垣市石垣1666番地にある鍾乳洞である。株式会社南都が運営する。

## 概要
八重山列島の石垣島南部に位置し、日本最南端の鍾乳洞とされる。鍾乳石の発達が3年で1mmと早い点が特徴である。地元では「マリアイザー」又は「マリヤイザー」（「マリア」又は「マリヤ」は所在地の地名。「イザー」は八重山方言で洞窟を意味する。）として以前から知られていた。1973年（昭和48年）に愛媛大学学術探検部が行った調査によると全長は約3.2kmで、そのうち約660mが公開されている。
なお、近隣にある八重山鍾乳洞は、石垣島鍾乳洞とは別の企業が運営する施設である。

## 沿革
- 1973年（昭和48年） - 愛媛大学学術探検部により調査が行われる[2]。
- 1994年（平成6年）6月25日 - 竜宮城鍾乳洞として開業[5]。
- 2002年（平成14年）11月1日 - 石垣島鍾乳洞に改称[5]。
- 2020年（令和2年）2月19日 - イルミネーションをリニューアル[6]。